# Ветријанело (Лука)
Ветријанело је насеље у Италији у округу Лука, региону Тоскана.
Према процени из 2011. у насељу је живело 29 становника. Насеље се налази на надморској висини од 371 м.